# Selector infected WIXOSS
《Selector infected WIXOSS》是LRIG所作，由J.C.STAFF負責動畫製作的日本電視動畫，素材是基于Takara Tomy在2014年4月26日發售的交換卡片遊戲WIXOSS，2014年4月3日于MBS等日本電視台開播，另外有NICONICO在網路直播放送。第二期《Selector spread WIXOSS》於2014年10月開始放映。劇場版《Selector destructed WIXOSS》於2016年8月24日放映。
第三期《Lostorage incited WIXOSS》於2016年10月開始放映，有著全新故事和主角，略有提及Selector的故事。第四期《Lostorage conflated WIXOSS》於2018年4月開始放映，Selector故事中的主角也會再度登場。
第五期《WIXOSS DIVA(A)LIVE》於2021年1月開始放映，此期與Selector故事全無關係。

## 故事簡介
WIXOSS卡牌遊戲在初高中女生之間相當流行，其中被選擇中的Selector要透過與其他Selector對戰以爭取「夢限少女」的名號，成為「夢限少女」後可以實現所有不可能的願望。女主角小湊露子從哥哥手中取得WIXOSS卡並無意中成為選擇者，故事由此展開……
WIXOSS是由「Wish Across」縮寫而成，意思為願望的交錯。

## 登場人物

### 選擇者 Selector
小湊露子（配音：加隈亞衣）
本作的主角。國中二年級，留著單邊馬尾的女生。從哥哥手中獲得WIXOSS的卡牌、邂逅小玉而開始選擇者的戰鬥。性格老實、善解人意，因本身沒有願望，曾經二度想故意輸給別人實現別人的願望，這點也曾讓伊緒奈稱為對選擇者們的褻瀆。
小時候原姓立花，母親因為即將與丈夫離婚，帶了露子與步回到鄉下娘家，隨後將兩人拋給奶奶小湊初照顧後就此離去，甚至留下了「露子很可怕，不知道在想什麼」的評語，此話成為了露子心中最大的陰影。
得到卡牌後遇到了同為選擇者的遊月與一衣，在聽取兩人的願望後逐漸與她們成為朋友，並約好要一起成為夢限少女。然而在親眼見證一衣三次敗北的下場，與擊敗晶之後，反而開始害怕戰鬥時渾然忘我的自己。第九話因見到遊月變成LRIG，得知WIXOSS對戰的真相，最終許下願望，不惜自己變成LRIG來解放所有變成LRIG的少女，第一季末參加了伊緒奈在大樓中舉辦的比賽，先後擊敗了一衣與伊緒奈，並在與伊緒奈的對戰中打算與小玉完成夢限少女的契約，不料小玉早已看出她內心的動搖，没有讓她講完誓詞，最終讓伊緒奈與烏莉絲搶先完成了契約，伊緒奈也就此取代小玉成為露子的LRIG。
第二季第11話想要藉由戰鬥見到繭請她放了成為LRIG的少女。
第二季第12話中，露子與繭進行對戰，在快落敗的時候，雪與小玉合而為一並成功勝利。其後因落敗的繭，和露子說出她以前的悲傷，也說出她自己本身已故了。繭想要藉由露子來猜出她現在是什麼顏色，才能將成為LRIG的少女們解放，其後露子猜出她是無色的顏色後，讓露子成功實現願望。
紅林遊月/遊月（配音：佐倉綾音）
性格活潑的黑長髮少女，是露子同校同學與第一個打牌對手。
從小便對自己的孿生弟弟香月抱持超越姐弟的感情，但礙於同儕的觀感一直沒有說出口。某天被香月贈送一盒WIXOSS卡牌，與花代相遇後第一次吐露了自己的感情，決心要成為夢限少女來與香月交往。
在露子剛成為選擇者不久時便與她戰鬥，想趁露子不懂規則時將她擊敗獲得一勝，但其弟香月不認同她的想法，在對戰時幫助還是新手的露子，教導其戰鬥方法，最後此局因局外人士介入以平手告終。第二話鎖定晶為下一場戰鬥的目標，但被一衣搶先，只能先看到晶與一衣的戰鬥，不過因此得知晶的強大與惡劣，不敢草率與其對局。但經過晶的各種騷擾以及對胞弟香月與其他女生的互動產生醋意，而自暴自棄的答應與晶的戰鬥，卻吃下敗仗並因願望被看穿的關係而受到刺激。
第五集見證一衣三敗後的下場，開始害怕花代並拒絕對戰。然而回到學校時又被香月的女同學造謠中傷，使得全校都開始懷疑兩人的關係，心情更加低落。在公園擊敗與向她挑戰的千依後，決定不顧敗北的風險，與露子當面絕交後開始四處找人對戰，並在最後一場對戰中讓花代認同了她的願望成為夢限少女。殊不知遊月卻遭到花代侵占身體，自己則成為新的LRIG被一衣獲得，只能眼睜睜看著花代與香月交往。
最後遊月變回一個普通人，並和弟弟香月交往。
植村一衣（配音：茅野愛衣）
曾在第一次因为三敗而失去選擇者資格，但在第一期第八集再次获得选择者资格。
不擅長與人交流也沒有朋友的孤單少女，願望是交到朋友。將卡片對戰模擬記錄在一本筆記本上。
向晶挑起戰鬥，以慘敗告終。之後向露子挑戰，原因是因為露子看起來很弱，但仍再獲一敗，但兩人成為好朋友。
後來與遊月和露子相約出遊時，在等待兩人的同時被伊緒奈找上，獲得第三敗，失去選擇者的資格。
其失去選擇者的結果是由于愿望反转，終生不得結交朋友，且會因被帶有朋友因子的人觸碰感到強烈的疼痛。
一衣的母亲不忍心看见一衣消沉，又为她买一副卡牌，得到遊月化身成的卡片，再一次成為Selector。
最终克服愿望反转的效果，恢复与露子的朋友关系。
第二季時為避免千依的願望「踏入WIXOSS世界」帶給千依痛苦，決定打敗千依，使千依失去選擇者資格。
蒼井晶（配音：赤﨑千夏）
人氣雜誌模特兒，外表看來亮眼爽朗，實際上則是一名心胸狹窄又陰險的少女，其毒辣的性格能從戰鬥方式看出端倪，經常於對戰中以皮露露可的能力窺看並嘲諷對手的願望。由於家中貧困而選擇上雜誌當模特兒，但卻因伊緒奈的出現，使她屢次變成她的陪襯，成為選擇者後便許下伊緒奈毀滅的願望。
第一次戰鬥是找上一名剛被伊緒奈打敗的少女，晶得知那名少女因為已取得二敗情況危急，而以故意輸給她為誘因使少女與其戰鬥，但卻在戰鬥中食言打敗了她，使她願望反噬後重病而死。其後便開始找上被伊緒奈打敗的人戰鬥，希望藉此增加勝利，沒想到第二次就被擊敗，之後便放棄這個念頭，開始找新手戰鬥。
被一衣找上後十分開心，以其惡劣的手法打敗一衣，又對遊月和露子死纏爛打，但在贏了遊月之後，卻輸給露子吞下第二敗，同時在她四處找尋對手的期間，因為荒廢工作，回到雜誌社時被伊緒奈告知自己已被編輯剔出封面。最終無法忍受烏莉絲的挑釁，而向伊緒奈挑戰後敗北，失去選擇者資格，愿望反转後被不明人士劃傷右臉，彻底断送模特之路。第八集試圖用刀將遊月和露子變得也跟她一樣，但因有巡邏員發現而失敗，逃走後行蹤不明。
第二季证实一直躲在家中不愿见人，直到被变成伊緒奈的烏莉絲收揽，甚至被提供化妆品掩盖面上的伤痕，并获得新的LRIG再次成为Selector，被利用来继续挑战露子。
千依（配音：杜野真子）
小學生。個性天真樂觀，不諳世事，認為選擇者的小說內容是真實的，並不了解對戰的真相。原本個性怕生多疑，但在接觸WIXOSS、與艾爾多拉相遇後逐漸變得活潑，讀了同人小說開始嚮往LRIG的世界，還刻意穿上與艾爾多拉類似的扮裝。
第一季在公園與遊月進行第一次戰鬥，因為還是初學者而被打敗，其後曾試圖加入伊緒奈舉辦的比賽，但卻嚴重迷路最終沒有出現。第二季與遊月再度相遇，並得知了選擇者對戰的真相，但反而開始期待自己能成為LRIG。季中與露子等人拜見了崇拜的小說作者二瀨，然而在他口中得知了LRIG必須替原主人實現願望，卻行無餘力的殘酷命運後，最終夢想破滅。第二季第九話，被一衣打敗後，因為先前曾輸給烏莉絲，失去了所有與WIXOSS有關的記憶，但季末被恢復人身的艾爾多拉找到，重新成為朋友。
二濑文绪（配音：櫻井浩美，飯田友子（之前的文緒））
作品内关于WIXOSS小说、的作者，著名的網络小说作家，由于在作品中提及“茧”和“白色房间”而引起露等人注意而被拜访，要求和露等人决斗并露子应战，最终露子胜利並道出自己的來歷。
实际上其为原LRIG，原来身体的主人起初赐名其为「二瀨」。原主人因为不想通过愿望来使自己成为出道小说家而一直没有进行WIXOSS对战，但家庭矛盾和第一次投稿失败使原主人最终决定使用WIXOSS对战来达成愿望，结果成功达成胜利契约，「二瀨」LRIG取代其主人的身体，在取代之前曾经到过「白色房间」和茧谈过但很快被送到取到身体上。于是将自身的LRIG经历改编成小说，成为著名小说作家而实现原主人的愿望。但由于缺乏关于“白色房间”的具体了解并且实际上不会写作而被迫完成原主人的愿望，而开始基于回到“白色房间”了解更多情况来重返WIXOSS战斗。
浦添伊緒奈（配音：能登麻美子）
小雪作為LRIG時的其中一名搭檔，也是最初的浦添伊緒奈本人，因小雪當時沒有名字，索性稱呼她為LRIG。由於不想承受身為人氣偶像與財團繼承人的壓力，在得到小雪後許下放棄自己身分的願望，並在實現後將身體讓給小雪成為LRIG，其後身體又被烏莉絲使用，但第二季烏莉絲再度成為LRIG時，因為小玉不願使用她的身體最終回復原本的身分，第十話與露子和小雪重逢並喚回了小雪的記憶。
寬子（配音：M·A·O）
劇場版出現。半路出現與伊緒奈（烏莉絲）提出對戰的少女，使用的是黑色的LRIG小離。願望是想和喜歡的人同班，但輸給了伊緒奈（烏莉絲）。

### 角色卡片 LRIG
小玉（配音：久野美咲）
露子的角色卡片，留著白髮雙馬尾的活潑女孩，初登場時幾乎不會說話，僅發出類似貓咪的叫聲，而被露子用祖母以前養的一隻貓的名字，取名為小玉。對戰鬥充滿着慾望，經常吵著要露子與人對戰。
在第一季的伊緒奈与露子的战斗中不想让露子实现愿望使得露子契约失败而消失（但根据第二季伊緒奈提及「LRIG不会实现自己做不到的愿望」，而露子当时的愿望是希望解放所有的LRIG，可能因此做不到），在某个空间中遇到繭，繭想挽留她，在劝说无效下，繭允许其出去，但成为替代伊緒奈的烏莉絲的新LRIG。
繭創造出來的LRIG之一。
伊緒奈/小雪（配音：瀨戶麻沙美）
人氣偶像，與晶常在工作時一起演出。初登場時責備露子沒有願望是對選擇者的褻瀆，但其實自己也沒有願望，僅僅因為喜歡對戰才成為選擇者，在與露子的對話中甚至說到「戰鬥就是自己本身」。
劇中陸續與一衣和晶對戰，使她們都嚐到第三敗。第七話時與露子對戰後認定她便是最適合自己的選擇者，遂在季末於網路上發出公告，召集了許多選擇者參加自己舉辦的比賽，最后一次和露子的战斗中雖然输给她，但由於其完成愿望的條件是找到最強的選擇者，與烏莉絲達成契約後便取代小玉，变成露子的LRIG，第二季表示这是她其中一个愿望「成为比她更强的人的LRIG」，并表示还有一个愿望要由烏莉絲完成。
於第二季第11話中，因伊緒奈的顏色像雪一般，露子就幫她取名為雪。
原來的身份為繭創造出的LRIG之一。
花代（配音：川澄綾子）
遊月的角色卡片。能冷靜的給予衝動的遊月意見。知曉遊月的願望，以姐姐般的身分給予遊月支持，在第一季前半經常向主角們解說成為夢限少女的條件，但解說內容卻經常有所保留，還刻意隱瞞了三敗與成為夢限少女的下場，直到一衣失憶後才在遊月的請求下道出部分真相。
第八集因條件滿足，遂與遊月一同完成選擇者的誓詞，在遊月變成夢限少女的瞬間落淚，隨後佔據了她的身體，並為了替她完成夢想向香月告白與他交往。
第二季末因為擔心追查白色房間的遊月等人，傳了線索簡訊給一衣，並在露子等人上門來訪時坦承自己雖然是代替遊月完成夢想的人，卻反倒逐漸喜歡上香月而有了罪惡感，殊不知談話卻被香月聽到，導致她因為違反LRIG必須代替原主完成夢想的規則，靈魂逐漸消失被送往醫院。所幸露子完成解放了所有LRIG的夢想後，最終無事回到自己原本的身體。劇場版中加上與綠子在現實世界中相遇的橋段，透露自己的本名為雲上華代，原本將成為LRIG的經歷視為一場噩夢而不願面對遊月，但在綠子的勸說下，鼓起勇氣與遊月重逢。
綠子（配音：高橋未奈美）
一衣的角色卡片。溫柔理性的LRIG，相當明白一衣的心情，願意為了一衣的願望而戰。
本人知道WIXOSS對戰的真相，但在一衣取得兩敗後，卻因與她的友情與想變回人類的期待而猶豫，只要求一衣丟掉她，並未告知真相，最終釀成悲劇。
第一季最后於伊緒奈舉辦的比賽中，成为了另一个女生的LRIG。第二季末再度以人類的樣貌與一衣重逢，劇場版中加上與花代在現實世界中相遇的橋段，透露自己的本名為市川綠。
皮露露可（配音：大西沙織）
晶的角色卡片。與其他角色卡片不同，不與晶交談，完全的服從自己的主人。冷酷而無表情的樣子讓人猜不透她的想法。
第一季中期因晶的三败而回到繭的房間。後在外傳漫畫《peeping analyze》中提到其人类本人为水嶋清衣，最后一次作为LRIG对战时阻止其主人橋本亞美花成为夢限少女，而被繭强制赶出WIXOSS对战而恢复人类之身。劇場版中曾出現恢復人身後與晶和睦地走在一起的畫面，但後來在續篇動畫《失憶融合WIXOSS》正式推翻這個橋段。
烏莉絲（配音：釘宮理惠）
伊緒奈的角色卡片。與主人伊緒奈同樣好戰，但理由卻是因為喜歡破壞與欣賞他人的痛苦，自從接觸WIXOSS對戰開始便覺得自己如魚得水，在人類與LRIG的身分來回轉換之中蹂躪了不少少女的願望並以此為樂。
成為LRIG前的本名為五十嵐留未(いからし るみ)，小時候被戶賀崎家收養，但卻被幸的母親認為是瘟神，總帶來不幸而時常拳腳相向，長期的責罵逐漸使留未開始對破壞美好的事物感到快樂，並憎恨著被母親愛護、內心善良的幸。在一次帶著幸過馬路時，趁著紅燈將幸丟棄在街上先行回家，最終讓幸的母親對她忍無可忍，將她責罰一頓後送回社福機構。
在第一季末與露子的對戰中，达成主人伊緒奈的愿望，替代了伊緒奈。
第二季似乎仍在完成伊緒奈另一个愿望，收揽了苍井晶。
艾爾德拉（配音：新井里美）
千依的角色卡片。有吐槽自己的主人的习惯。
第二季第九集時，為了讓千依脫離選擇者之間的戰鬥而接受了一衣的對戰，最終在即將敗北時請求露子與一衣代替她成為朋友，及與千依道別後離開卡牌。第二季末以人類之身再度和千依成為朋友。
米露露恩（配音：日高里菜）
晶第二次获得的角色卡片。
安（配音：长妻树里）
二濑文绪的角色卡片。
小離（配音：日笠陽子）
劇場版出現。黑色的LRIG。真實身份為戶賀崎幸。不知為何因素留在了繭的空間裡，而之後變成了LRIG。因自殺未遂，本體在醫院躺了一年多。
在與伊緒奈（烏莉絲）的戰鬥時，和小玉對話就肯定寬子不會獲勝，但至少可以從選擇者的戰鬥中解放。
在知道WIXOSS的祕密後便許了希望一直陪在留未身邊的願望，但沒有獲勝所以無法實現，在露子解放所有LRIG後也沒有辦法回到本體（似乎被其他選擇者佔據，劇場版沒有交代完全）。但因為留未被黑暗吞噬同樣無法回到原本世界，所以即使沒有贏得戰鬥，也是實現了願望。
繭（配音：種田梨沙）
在某个空间的女人，會和成为LRIG的女生或者被回收的LRIG谈话。似乎认识小玉和伊緒奈，始终不让小玉回到现实世界，最后似乎将其作为被烏莉絲替代的伊緒奈的新LRIG。
实际她原来是一名体弱多病的少女，并关在一个封闭的房间，为了打发时间而自行玩WIXOSS卡牌对战，并不断幻想出参战女孩加入到游戏中，而这些幻想出来的女孩成为了第一代LRIG并让WIXOSS对战具现化。由于与露子的决战，露子成功劝服繭，使其被超度。从而终结Selector系列的WIXOSS对战，并让该系列由人类变成的LRIG恢复人类之身。

### 其他角色
紅林香月（配音：小林裕介）
遊月的孿生弟弟。對姐姐遊月有愛慕之情。第二季最終和姐姐遊月交往。
小湊初（配音：久保田民繪）
露子的祖母。個性溫和，與露子兩人住在新宿的高級公寓。喜歡玩遊戲，常跟露子進行WIXOSS的對戰。
小湊步（配音：石谷春貴，藤井幸代（年少期））
露子的哥哥，喜歡玩遊戲的大學生。因為擔心露子沒有朋友而送了她一套Wixoss卡牌盒。
在劇場版的年幼時期，對於自己即將從立花改姓感到不滿。
小湊深都子（配音：內山夕實）
劇場版出現。帶著年幼的露子與步回到小湊初家裡。年輕時不顧小湊父反對也要結婚，後來感到非常後悔。認為露子與步的誕生即使是好事，也無法使她重新來過。

## 電視動畫
2014年4月3日至6月19日于每日放送、東京都會電視台、愛知电视台等方式播出。在第一期《selector infected WIXOSS》结束时，宣布第二期標題为《selector spread WIXOSS》並在同年10月繼續播放。劇場版《selector destructed WIXOSS》於2016年2月13日公開決定，並在同年8月24放映。

### 制作人員
- 原作：LRIG
- 導演：佐藤卓哉
- 系列構成、編劇：岡田麿里
- 人物設計：坂井久太
- 道具設計：高瀨健一
- 美術總監：秋山健太郎（PABLO工作室）
- 美術設定：座間智子（PABLO工作室）
- 色彩設計：伊藤由紀子
- 攝影指導：福世晋吾
- 剪接：後藤正浩（REAL-T）
- 音樂：井内舞子（I've Sound）
- 音樂製作：土肥範子
- 音響監督：岩浪美和
- 製作人：鈴木薫
- 動畫製作：J.C.STAFF
- 製作：Project Selector

### 主題曲
第1期
片頭曲「killy killy JOKER」
作詞、作曲、演唱：分島花音，編曲：千葉"naotyu-"直樹
片尾曲
作詞：、佐藤卓哉，作曲、編曲：前口涉，演唱：Cyua
第2期
片頭曲「world's end, girl's rondo」
作詞、作曲、演唱：分島花音，編曲：江口亮
片尾曲「Undo --」
作詞：、佐藤卓哉，作曲、編曲：前口涉，演唱：Cyua

### 劇場版
片頭曲「Love your enemies」
作詞、作曲、演唱：分島花音，編曲：千葉"naotyu-"直樹
插入曲「Ever After」
作詞：，作曲、編曲：前口涉，演唱：Cyua

### 各話列表
| 話數      | 日文標題 | 中文標題             | 腳本     | 分鏡                       | 演出                | 作畫監督                                                             | 總作畫監督               |
| 第1期     | 第1期    | 第1期                | 第1期    | 第1期                      | 第1期               | 第1期                                                                | 第1期                    |
| --------- | -------- | -------------------- | -------- | -------------------------- | ------------------- | -------------------------------------------------------------------- | ------------------------ |
| Episode01 |          | 這個奇蹟讓人戰戰兢兢 | 岡田麿里 | 佐藤卓哉                   | 吉田紗子            | 柴田志郎                                                             | 冨岡寛                   |
| Episode02 |          | 這場邂逅是種劇藥     | 岡田麿里 | 佐山聖子                   | 則座誠              | 、吉田尚人 兒玉亮、關口愛                                            | 吉田優子                 |
| Episode03 |          | 這份安穩是戲言       | 岡田麿里 | 下田正美                   | 鈴木洋平            | 村上雄、芝田千紗 藤部生馬、德田賢朗 熊谷勝弘、齋田博之               | 富岡寬                   |
| Episode04 |          | 那祈禱是種褻瀆       | 岡田麿里 | 錦織博                     | 櫻美勝志            | 、谷口元浩 岡郁美、關口愛 淺川翔、西見昌一郎 村上雄、木本茂樹        | 吉田優子 富岡寬          |
| Episode05 |          | 那誓言毫無效力       | 岡田麿里 | 佐山聖子                   | 高島大輔            | 木本茂樹、 矢向宏志、鶴元慎子                                        | 富岡寬                   |
| Episode06 |          | 這心中的純白         | 岡田麿里 | 二瓶勇一                   | 橋本敏一            | 熊谷勝弘、村上雄 、中村真悟 兒玉亮、藤部生馬 高瀨健一（效果）        | 吉田優子                 |
| Episode07 |          | 那名少女的盼望       | 根元歲三 | 二瓶勇一                   | 則座誠              | 關口愛、兒玉亮 山本雅章、齋田博之 、橋口隼人 高瀨健一（機械）        | 富岡寬                   |
| Episode08 |          | 那份契約是虛言       | 岡田麿里 | 佐山聖子                   | 櫻美勝志 吉田紗子   | 木本茂樹、村上雄 、岡郁美 熊谷勝弘、齋藤美香                         | 吉田優子                 |
| Episode09 |          | 那真相是無情的       | 根元歲三 | 二瓶勇一 下田正美          | 小野田雄亮          | 齋藤格、吉田尚人 兒玉亮、藤部生馬 德田賢朗                           | 富岡寬                   |
| Episode10 |          | 那段思念在漂泊       | 根元歲三 | 佐山聖子                   | 高島大輔            | 淺川翔、熊谷勝弘 、德田賢朗 關口愛、酒井美佳 兒玉亮                  | 吉田優子                 |
| Episode11 |          | 那個夏天是憧憬       | 岡田麿里 | 山崎隆 下田正美 佐藤卓哉   | 則座誠              | 富岡寬、關口愛 村上雄、 鶴元慎子、柴田志郎 吉田尚人                  | 富岡寬 坂井久太          |
| Episode12 |          | 那個選擇是…          | 岡田麿里 | 福田道生 櫻美勝志 佐藤卓哉 | 櫻美勝志 佐藤卓哉   | 冨岡寛、木本茂樹 齊藤格、熊谷勝弘 藤部生馬、 兒玉亮、齋藤美香 淺川翔 | 吉田優子 富岡寬 坂井久太 |
| 第2期     |          |                      |          |                            |                     |                                                                      |                          |
| Episode01 |          | 這場開幕只有寂靜     | 根元歲三 | 佐山聖子 佐藤卓哉          | 佐山聖子 佐藤卓哉   | 木本茂樹                                                             | 富岡寬                   |
| Episode02 |          | 那份羈絆尚有微熱     | 岡田麿里 | 二瓶勇一                   | 吉田紗子            | 村上雄                                                               | 吉田優子                 |
| Episode03 |          | 那再會只是偶然       | 根元歲三 | 山崎隆                     | 則座誠              | 都築裕佳子、松浦麻衣 小林典昭、佐藤敏明                              | 富岡寬                   |
| Episode04 |          | 那妄想正在暴走       | 根元歲三 | 池端隆史                   | 櫻美勝志            | 、德田賢朗 關口愛、                                                  | 吉田優子                 |
| Episode05 |          | 這股不快是覺醒       | 鴨志田一 | 二瓶勇一                   | 小野田雄亮 櫻美勝志 | 藤部生馬、熊谷勝弘 鶴元慎子、兒玉亮                                  | 富岡寬                   |
| Episode06 |          | 那存在是漆黑         | 鴨志田一 | 佐山聖子                   | 佐山聖子            | 村上雄、酒井美佳 中村真悟、藤部生馬                                  | 吉田優子                 |
| Episode07 |          | 那謊言是道傷痕       | 根元歲三 | 櫻美勝志                   | 山崎隆              | 都築裕佳子、小野和美 井本由紀                                        | 富岡寬                   |
| Episode08 |          | 這世界是私有物       | 根元歲三 | 後藤圭二                   | 後藤圭二            | 關口愛、 芝田千紗、上田峰子                                          | 吉田優子                 |
| Episode09 |          | 那分別來得唐突       | 岡田麿里 | 佐山聖子                   | 橋本敏一            | 村上雄、矢向宏志 岡郁美、館崎大 富岡寬                               | 富岡寬                   |
| Episode10 |          | 這溫暖已到極限       | 岡田麿里 | 吉田紗子                   | 吉田紗子            | 中山由美、藤部生馬 中村真悟、兒玉亮 佐野惠理、館崎大 德田賢朗        | 吉田優子 富岡寬          |
| Episode11 |          | 那扇窗已上鎖         | 岡田麿里 | 篠原俊哉                   | 佐山聖子 山崎隆     | 小澤理彥、柴田志郎 關口愛、鶴元慎子 吉田尚人、芝田千紗               | 富岡寬                   |
| Episode12 |          | 這個選擇是…          | 岡田麿里 | 櫻美勝志 佐藤卓哉          | 櫻美勝志 佐藤卓哉   | 、村上雄 岡郁美、芝田千紗 矢向宏志、熊谷勝弘                         | 吉田優子 富岡寬          |

### 播放電視台
| 播放地域   | 播放電視台   | 播放日期                | 播放時間（UTC+9）         | 所属联播网 | 備註              |
| 第1期      | 第1期        | 第1期                   | 第1期                     | 第1期      | 第1期             |
| ---------- | ------------ | ----------------------- | ------------------------- | ---------- | ----------------- |
| 近畿廣域圈 | 每日放送     | 2014年4月3日－6月19日   | 星期四 26時49分－27時19分 | TBS系列    |                   |
| 東京都     | TOKYO MX     | 2014年4月4日－6月20日   | 星期五 25時05分－25時35分 | 獨立局     |                   |
| 愛知縣     | 愛知電視台   | 2014年4月5日－6月28日   | 星期六 26時20分－26時50分 | 東京電視網 |                   |
| 日本全國   | NICONICO頻道 | 2014年4月6日－6月22日   | 星期日 12時00分 更新      | 網絡電視   |                   |
| 日本全國   | 萬代頻道     | 2014年4月6日－6月22日   | 星期日 12時00分 更新      | 網絡電視   |                   |
| 日本全國   | AT-X         | 2014年4月6日－6月22日   | 星期日 20時30分－21時00分 | 衛星電視   | 有重播            |
| 日本全國   | NICONICO直播 | 2014年4月6日－6月22日   | 星期日 22時30分－23時00分 | 網絡電視   |                   |
| 日本全國   | BS11         | 2014年4月6日－6月22日   | 星期日 24時00分－24時30分 | 衛星電視   | ANIME+節目        |
| 日本全國   | Kids Station | 2014年7月17日－10月2日  | 星期四 23時00分－23時30分 | 衛星電視   | Area23節目 有重播 |
| 日本全國   | Kids Station | 2015年1月3日            | 星期六 23時00分－28時36分 | 衛星電視   | 12話連續播放      |
| 第2期      |              |                         |                           |            |                   |
| 東京都     | TOKYO MX     | 2014年10月3日－12月19日 | 星期五 25時05分－25時35分 | 獨立局     |                   |
| 近畿廣域圈 | 每日放送     | 2014年10月4日－         | 星期六 26時58分－27時28分 | TBS系列    | Anime Shower第3部 |
| 愛知縣     | 愛知電視台   | 2014年10月5日－         | 星期日 26時05分－26時35分 | 東京電視網 |                   |
| 日本全國   | NICONICO頻道 | 2014年10月6日－         | 星期一 12時00分 更新      | 網絡電視   |                   |
| 日本全國   | 萬代頻道     | 2014年10月6日－         | 星期一 12時00分 更新      | 網絡電視   |                   |
| 日本全國   | NICONICO直播 | 2014年10月6日－         | 星期一 22時30分－23時00分 | 網絡電視   |                   |
| 日本全國   | AT-X         | 2014年10月6日－         | 星期一 23時00分－23時30分 | 衛星電視   | 有重播            |
| 日本全國   | BS11         | 2014年10月6日－         | 星期一 24時00分－24時30分 | 衛星電視   | ANIME+節目        |
| 日本全國   | Kids Station | 2014年10月9日－         | 星期四 23時00分－23時30分 | 衛星電視   | Area23節目 有重播 |
| 日本全國   | Kids Station | 2015年1月4日            | 星期日 23時00分－28時36分 | 衛星電視   | 12話連續播放      |

### 藍光與DVD
| 卷數   | 發售日期                                 | 收錄話數       | 規格編號   | 規格編號   |
| 卷數   | 發售日期                                 | 收錄話數       | 藍光       | DVD        |
| 第一季 | 第一季                                   | 第一季         | 第一季     | 第一季     |
| ------ | ---------------------------------------- | -------------- | ---------- | ---------- |
| 1      | 2014年8月27日                            | 第1話 - 第4話  | 1000507258 | 1000507454 |
| 2      | 2014年10月22日                           | 第5話 - 第8話  | 1000507259 | 1000507455 |
| 3      | 2014年12月19日                           | 第9話 - 第12話 | 1000507450 | 1000507456 |
| BOX    | DVD：2015年12月23日 藍光：2016年9月28日  | 第1話 - 第12話 | 1000621219 | 1000587152 |
| 第二季 |                                          |                |            |            |
| 1      | 2015年2月25日                            | 第1話 - 第4話  | 1000507451 | 1000507457 |
| 2      | 2015年4月22日                            | 第5話 - 第8話  | 1000507452 | 1000507458 |
| 3      | 2015年6月24日                            | 第9話 - 第12話 | 1000507453 | 1000507459 |
| BOX    | DVD：2015年12月23日 藍光：2016年10月26日 | 第1話 - 第12話 | 1000621300 | 1000587153 |

## 外部連結
- （日語）《选择扩散者WIXOSS》電視動畫官方网站（页面存档备份，存于）
- （日語）《选择扩散者WIXOSS》電視動畫的X（前Twitter）
- （日語）電視動畫《选择扩散者WIXOSS》 第二期 TOKYO MX介紹官網（页面存档备份，存于）
- （日語）電視動畫《选择扩散者WIXOSS》 第二期 BS11 介紹官網
- （日語）電視動畫《选择扩散者WIXOSS》 第二期 AT-X 介紹官網（页面存档备份，存于）
- （繁體中文）電視動畫《选择扩散者WIXOSS》第二期 ifun動漫台 中文介紹主題（页面存档备份，存于）
- （日語）電視動畫《WIXOSS》第一期 TOKYO MX介紹官網（页面存档备份，存于）
- （日語）電視動畫《WIXOSS》第一期 BS11 介紹官網
- （日語）電視動畫《WIXOSS》第一期 AT-X 介紹官網（页面存档备份，存于）